# Tamias ruficaudus
Tamias ruficaudus is een zoogdier uit de familie van de eekhoorns (Sciuridae). De wetenschappelijke naam van de soort werd voor het eerst geldig gepubliceerd door A.H. Howell in 1920.

## Voorkomen
De soort komt voor in Canada en de Verenigde Staten.